# Ежов, Всеволод Дмитриевич
Все́волод Дми́триевич Ежо́в (род. 7 июня 1927, Орехово-Зуево, Московская область) — советский и российский историк, доктор исторических наук (1969), профессор.

## Биография
В 1949 году окончил факультет международного права МГИМО МИД СССР. В 1965 году защитил кандидатскую диссертацию «Рабочий класс ФРГ и германский вопрос (1949—1962 гг.)», а в 1969 году — докторскую диссертацию «Рабочее движение в Западной Германии, 1945—1968 гг.».
Работал в аппарате МИД СССР, референтом, консультантом Международного отдела ЦК КПСС, заместителем заведующего Отделом международного коммунистического движения в Институте марксизма-ленинизма при ЦК КПСС. Главный научный консультант сериалов «Семнадцать мгновений весны», «20 декабря», «Диалог», консультант фильма «Европейская история».
Награждён орденом Дружбы Народов, несколькими медалями.